# 梁村 (东平县)
35°52′08″N 116°22′50″E / 35.868806°N 116.38066°E
梁村，或称西梁村，是中华人民共和国山东省泰安市东平县州城街道下辖的一个行政村。该村位于州城街道东南部，下辖梁村、常庄、袁堂三个自然村。1985年时有人口1889人。
明朝洪武年间，梁姓建村于此，因此称为梁村，后来梁姓迁出，袁姓自河南鹿邑县迁入，仍称梁村。嘉靖年间，袁姓一支迁往梁村南建立袁堂，常姓在梁村东建常庄。1931年时，梁村属东平第五区，1953年时划归东平一区（城关区）。 1956年11月，西梁村乡划归彭集区，但随后又划回城关区。1958年10月，属梁村公社，11月梁村公社撤销，梁村属城关公社。1984年撤公社设区、乡，西梁村时为州城区梁村乡驻地，后为州城镇梁村管理区驻地。
梁村为当地重要集市，每农历二、七逢集；梁村于农历二月二十至三月初二间设有四天的春会。东平县彭集街道亦有一个同名村庄，为相区别，彭集街道的梁村被称为东梁村，州城街道的梁村被称为西梁村。

### 引用
1. ↑  . 中华人民共和国国家统计局. 2023 （中文（中国大陆））.[]
2. ↑  《东平县志》（1989年版），第45-47页
3. ↑  《东平县地名志》，第187页
4. ↑  《东平县志》（1989年版），第232页
5. ↑  .   [2020-02-06]. （原始内容存档于2021-05-12）.
6. ↑  《东平县志》（1989年版），第283页
7. ↑  《东平县志》（1989年版），第284页
8. ↑  《彭集镇志》，第45页